# Steve Galloway
Steve Galloway, född 13 februari 1963 i Hannover i det dåvarande Västtyskland, är en engelsk före detta fotbollsspelare som numera är tränare och restaurangägare.
Steve Galloway spelade tidigare för Djurgårdens IF. 1988 vann han lagets interna skytteliga och var med och förde laget till SM-final där det blev förlust mot Malmö FF. 1990 gick han till Umeå FC och kom att bli en stor målskytt och en av lagets bättre spelare. Djurgårdens IF:s supporterklubb Järnkaminerna döpte ett supportertåg på väg mot Göteborg 2005 till Galloway Groovy Train som en hyllning till honom. Tränade Sandåkerns SK i div. 4 2002/2003 och Umeå FC i div. 1 norra 2004/2005. Har även drivit sportbutik och restaurang i Umeå. Den 12 juni 2009 blev han klar för Djurgårdens IF där han jobbade som assisterande tränare till Andrée Jeglertz fram till 2010. 
Efter säsongen i Djurgården blev han tränare för Umeå Södra. Sedan 29 november 2016 är Steve Galloway assisterande tränare i Umeå FC. 

## Övrigt
Steve har tävlat för Umeå i TV4:s Stadskampen 2 gånger, 1998 och 2001. 1998 vann han med Umeå mot Falun och förlorade 2001 mot Luleå.